# ألبرت تايلور (مجدف)
ألبرت تايلور هو مجدف كندي، (ولد في مدينه هاميلتون في عام 1911 – 1988 م).

## وصلات خارجية
- ألبرت تايلور على موقع الاتحاد الدولي للتجديف (الإنجليزية)
- ألبرت تايلور على موقع اللجنة الأولمبية الدولية (الإنجليزية)
- ألبرت تايلور على موقع أوليمبيديا (الإنجليزية)
- ألبرت تايلور على موقع اللجنة الأولمبية الكندية (الإنجليزية)
- ألبرت تايلور على موقع اتحاد ألعاب الكومنولث (مؤرشف) (الإنجليزية)